# Flavia Vinzens
Flavia Vinzens (* 1989) ist eine Schweizer Synchronsprecherin.

## Leben
Flavia Vinzens begann nach dem Abitur ein Schauspiel-Studium und schloss es 2014 in der Schule für Schauspiel Hamburg ab. Sie war dann kurzzeitig als Theaterschauspielerin aktiv. Nach einem Synchron-Workshop wurde sie ab 2016 als Synchronsprecherin tätig. 2017 zog sie nach Berlin. Zu ihren Arbeiten gehören Filme, Serien sowie Computerspiele und Werbespots.

## Synchronrollen (Auswahl)

### Filme
- 2017: Mein neues bestes Stück: Alice Belaïdi als Marcelle
- 2018: Mortal Engines: Krieg der Städte: Frankie Adams als Yasmina Rashid
- 2018: Climax: Giselle Palmer als Gazelle
- 2018: Nur ein kleiner Gefallen: Linda Cardellini als Diana Hyland
- 2019: Captain Marvel: Lashana Lynch als Maria Rambeau
- 2019: Star Wars: Der Aufstieg Skywalkers: Naomi Ackie als Jannah
- 2020: Scooby! Voll verwedelt als Velma Dinkley (Animationsfilm)
- 2020: Enola Holmes: Susan Wokoma als Edith
- 2021: James Bond 007: Keine Zeit zu sterben: Lashana Lynch als Nomi
- 2022: Doctor Strange in the Multiverse of Madness: Lashana Lynch als Maria Rambeau/Captain Marvel
- 2023: Rebel Moon – Teil 1: Kind des Feuers: Cleopatra Coleman als Devra Bloodaxe
- 2023: The Marvels: Lashana Lynch als Maria Rambeau
- 2024: Argylle: Dua Lipa als LaGrange
- 2024: Borderlands: Janina Gavankar als Knoxx
- 2024: Dune: Part Two: Souheila Yacoub als Shishakli
- 2024: Rebel Moon – Teil 2: Die Narbenmacherin: Cleopatra Coleman als Devra Bloodaxe
- 2025: Morgen kommt ein neuer Himmel: Marianne Rendón als Zoe

### Serien
- 2017: Little Witch Academia als Sucy Manbavaran (Anime)
- 2017: Line of Duty: Anneika Rose als Farida
- 2018: Maniac: Grace Van Patten als Olivia Meadows
- 2020: The Mandalorian: Sasha Banks als Koska Reeves
- 2020: Doom Patrol: Karen Obilom als Roni Evers
- 2021: Navy CIS: L.A.: Ashley Fink als Emma Jones
- 2021: Squid Game: Jung Ho-yeon als Kang Sae-byeok (067)
- 2021: Arcane: Toks Olagundoye als Mel Medarda
- 2021: The White Lotus: Brittany O’Grady als Paula
- 2022–2025: Andor: Denise Gough als Lieutenant Dedra Meero
- 2023: Blue Eye Samurai: Maya Erskine als Mizu
- seit 2023: NCIS: Sydney: Olivia Swann als Michelle Mackey
- 2024: The Agency: Jodie Turner-Smith als Dr. Samia Fatima 'Sami' Zahir
- 2024: Criminal Record: Aysha Kala als Sonya Singh
- 2024: The Day of the Jackal: Lashana Lynch als Bianca Pullman
- 2024: Furies: Lina El Arabi als Lyna

### Computerspiele
- 2018: League of Legends als Kai’Sa
- 2018: Leisure Suit Larry: Wet Dreams Don’t Dry als Lemma Tallica
- 2020: Cyberpunk 2077 als V
- 2023: Mortal Kombat 1 als "Li-Mei"
- 2023: Final Fantasy XVI als Tarja
- 2025: Assassin’s Creed Shadows als Tomiko